# Vexillum dennisoni
Vexillum (Vexillum) dennisoni, tên tiếng Anh: Dennison's Mitre, là một loài ốc biển nhỏ, là động vật thân mềm chân bụng sống ở biển trong họ Costellariidae.

## Miêu tả
Loài này có kích thước giữa 40 mm and 66 mm

## Phân bố
Chúng phân bố ở biển dọc theo Ấn Độ và Philippines.